# 三宅洋一郎
三宅 洋一郎（みやけ よういちろう、1951年5月 - ）は、日本の歯学者、歯科医師。徳島大学大学院ヘルスバイオサイエンス研究部口腔微生物学分野教授。徳島大学副理事。

## 経歴
1976年広島大学卒業、1980年同大学院単位取得退学。以後同大学助手、講師、助教授を経て1994年より徳島大学教授に就任。
1980年　広島大学より　歯学博士号を得る。学位論文は　「口腔常在菌Streptococcus sanguisの好中球走化性因子の分離と性状について」。

## 所属学会
- 歯科基礎医学会 理事[5]
- 日本歯周病学会 評議員[6]
- 日本歯科医学教育学会 評議員[7]
- 日本細菌学会 評議員[8]
- 日本化学療法学会 評議員[9]
- American Society for microbiology[1]

## 著書
- 三宅洋一郎 他 著、石田, 甫、大浦, 清; 斉藤, 喜八 ほか 編『歯科薬理学』（第4版）医歯薬出版、1997年6月。ISBN 978-4-263-45370-4。
- 三宅洋一郎 他 著、徳島大学 編『歯と口と健康 生きるよろこびを支える口の科学』医歯薬出版、1998年6月。ISBN 978-4-263-45413-8。
- Jacoby, Tsalikis, Voganats『アトラス 歯周病の細菌学』訳：三宅洋一郎、高田隆 監訳：二階宏昌、クインテッセンス出版、1998年11月25日。ISBN 978-4-87417-598-9。
- 三宅洋一郎 他 著、静岡県歯科医師会他 編『EBMに基づいた口腔ケアのために 必読文献集』監修 日本歯科医師会、医歯薬出版、2002年3月25日。ISBN 978-4-263-46303-1。
- 梅本俊夫、奥田克爾、中山浩次、三宅洋一郎 著、全国歯科衛生士教育協議会 編『新歯科衛生士教本 微生物学』（第2版）医歯薬出版、2007年3月25日。ISBN 978-4-263-42756-9。